# Innovationsfonds
Der Innovationsfonds ist ein gesundheitspolitisches Instrument, um innovative Ansätze für die gesetzliche Krankenversicherung zu erproben und neue Erkenntnisse zum Versorgungsalltag in Deutschland zu gewinnen. Er beruht auf dem 2015 verabschiedeten GKV-Versorgungsstärkungsgesetz. Im Jahr 2024 wurde er durch das Gesetz zur Beschleunigung der Digitalisierung des Gesundheitswesens (Digitale-Versorgung-Gesetz) dauerhaft etabliert.
Seitdem beträgt das Fördervolumen des Innovationsfonds jährlich 200 Millionen Euro (von 2016 bis 2019 waren es jährlich 300 Mio. Euro). Davon können 160 Millionen Euro für Projekte zu neuen Versorgungsformen verwendet werden. Für Projekte der Versorgungsforschung verbleiben entsprechend 40 Millionen Euro. Projekte der Versorgungsforschung können auch die Evaluation von Richtlinien des Gemeinsamen Bundesausschusses (G-BA), die Entwicklung und Weiterentwicklung von Meldesystemen zur Förderung der Patientensicherheit sowie die (Weiter)Entwicklung von medizinischen Leitlinien betreffen. Mindestens 5 Millionen Euro der für die Versorgungsforschung zur Verfügung stehenden Mittel sollen für die Entwicklung oder Weiterentwicklung ausgewählter medizinischer Leitlinien aufgewendet werden. Die Mittel des Innovationsfonds werden von den gesetzlichen Krankenkassen und aus dem Gesundheitsfonds getragen. Das Bundesamt für Soziale Sicherung hat die Aufgabe, die Finanzmittel des Innovationsfonds zu verwalten. 
Träger des Innovationsfonds ist der Gemeinsame Bundesausschuss (G-BA). Die Administration des Innovationsfonds erfolgt über den sogenannten Innovationsausschuss. Ihm gehören, wie gesetzlich vorgesehen, Vertreter des GKV-Spitzenverbandes, Vertreter der Leistungserbringerverbände Deutsche Krankenhausgesellschaft, Kassenärztliche Bundesvereinigung und Kassenzahnärztliche Bundesvereinigung, des Bundesministeriums für Gesundheit, des Bundesministeriums für Forschung, Technologie und Raumfahrt sowie der unparteiische Vorsitzende des G-BA an. 
Der Innovationsausschuss legt in Förderbekanntmachungen die Schwerpunkte und Kriterien zur Vergabe der Mittel aus dem Innovationsfonds fest und entscheidet über die eingegangenen Anträge auf Förderung. Dafür können Vorschläge für die Förderbereiche neue Versorgungsformen sowie Versorgungsforschung eingereicht werden. Eine Ausnahme gilt für die (Weiter-)Entwicklung von medizinischen Leitlinien: Hier legt das Bundesministerium für Gesundheit die Themenschwerpunkte fest.
Nach Abschluss eines Projektes reichen die Projektbeteiligten beim Innovationsausschuss einen Ergebnisbericht ein. Der Innovationsausschuss führt anschließend in seinen Beschlüssen aus, an welche Organisationen und Institutionen er die Projektergebnisse und deren Bewertung gezielt weiterleitet. Sofern der Innovationsausschuss Rückmeldungen von diesen Organisationen und Institutionen erhält, veröffentlicht er diese bei dem jeweiligen Beschluss. Rechtsgrundlage für die Arbeit des Innovationsausschusses sind die §§ 92a und 92b des Fünften Buches Sozialgesetzbuch (SGB V).
Unterstützt wird der Innovationsausschuss vom Expertenpool: Vertreterinnen und Vertreter aus Wissenschaft und Versorgungspraxis bringen ihre Expertise beispielsweise über die Begutachtung von Projektanträgen ein; diese Beurteilung fließt in die Entscheidung des Innovationsausschusses über die Projektanträge ein.
Die Untersuchung der Finanzierungskriterien für die Versorgungsforschung und integrierte Versorgungsforschung durch den Innovationsfonds offenbart, dass ökonomische Prinzipien wie Opportunitätskosten, finanzielle Anreize zur Verhaltensänderung und die Rolle des Marktes im Gesundheitswesen nicht ausreichend berücksichtigt wurden, was eine Neubewertung der Finanzierungskriterien nahelegt, um die Effizienz und Qualität der Gesundheitsversorgung in Deutschland weiter zu verbessern.